# James D. Walker
James David Walker, född 13 december 1830 i Logan County, Kentucky, död 17 oktober 1906 i Fayetteville, Arkansas, var en amerikansk demokratisk politiker. Han representerade delstaten Arkansas i USA:s senat 4 mars 1879 — 3 mars 1885.
Hans morbror Finis McLean var ledamot av USA:s representanthus 1849-1851. James D. Walker studerade vid Arkansas College (numera Lyon College). Därefter studerade han juridik och inledde 1850 sin karriär som advokat i Arkansas. Han arbetade senare som domare.
Walker deltog i amerikanska inbördeskriget som överste i Amerikas konfedererade staters armé. Han tillbringade två år i krigsfångenskap.
Walker var elektor för Samuel J. Tilden i presidentvalet i USA 1876. Efter en mandatperiod i senaten bestämde Walker sig för att inte kandidera till omval.
Han ligger begravd på familjekyrkogården Walker Cemetery i Fayetteville, Arkansas.